# Adamnà
Adamnà o Adomnà (627-704) fou un monjo irlandès nascut a Donegal. També s'esmenta com Adamman.
Va ser nomenat abat d'Iona el 679 i fou famós per haver escrit l'hagiografia de Columba d'Iona notable per incloure una història de l'Església i diversos documents històrics, especialment De Locis sanctis una descripció dels llocs sants de Palestina. Durant el seu mandat va enfortir els vincles amb les comunitats angleses, incloent-hi la seva adopció del càlcul de la Pasqua, fet que va provocar una divisió entre els monjos irlandesos. També va escriure el Cáin Adomnáin ("La visió d'Adamman"), visions profètiques que miraven de protegir els civils en cas de guerra, redactat en irlandès antic.